# Systematisk teologi
Systematisk teologi är en del av teologin som omfattar det systematiska studiet av de kristna troslärorna. Detta inkluderar studiet av kristen teologisk utveckling och traditionens samtida betydelse.
Ämnet systematisk teologi förekommer internationellt under detta namn både vid konfessionella och icke-konfessionella teologiska utbildningar. Ämnet kan ha lite olika avgränsning vid olika lärosäten, men vanligen ingår dogmatik (trons innehåll) och teologisk etik samt religionsfilosofi. Även praktisk teologi kan ingå, och i romersk-katolska utbildningar brukar fundamentalteologi skiljas ut från dogmatiken.

## Systematisk teologi vid svenska lärosäten
Benämningen systematisk teologi som examensämne finns i Sverige vid Lunds universitet, Teologiska högskolan Stockholm , Newmaninstitutet och Umeå Universitet. Vid Uppsala universitet heter ämnet sedan 1 januari 2006 systematisk teologi med livsåskådningsforskning (tidigare tros- och livsåskådningsvetenskap). På övriga svenska universitet och högskolor har den systematiska teologin vanligen uppgått i ämnet tros- och livsåskådningsvetenskap. 